# Melanie Vincz
Melanie Vincz (* 7. Dezember 1949 in Indianapolis, Indiana) ist eine US-amerikanische Schauspielerin.

## Schauspielkarriere
Ihren ersten Auftritt vor der Kamera hatte Melanie Vincz 1979 in einer Folge der Fernsehserie Mork vom Ork als Kathy. Darauf folgte ein Auftritt in einer Folge der Fernsehserie Sheriff Lobo im Jahr 1980. 1981 hatte sie ihre erste Filmrolle in Goldie and the Boxer Go to Hollywood in der Rolle der Jane. Danach trat sie im Jahr 1981 in 12 Folgen der Fernsehserie General Hospital als Corinne auf. 1982 hatte sie an der Seite von Lee Majors, Douglas Barr, Heather Thomas und Clare Klaren einen Gastauftritt als Jackie in der US-Fernsehserie Ein Colt für alle Fälle. Daraufhin trat sie in einigen Fernsehserien meist nur in einer bis drei Folgen auf, wie zum Beispiel in Fantasy Island (1981–1983), Kampf um Yellow Rose (1983), Oh Madeline (1984) und Hart aber herzlich (1984). 1984 trat sie ebenfalls in ihrem bekanntesten und fast einzigen Film Drei Engel auf der Todesinsel in der Rolle der Angela Wolfe auf. Im selben Jahr war sie auch als Ms. Mimmons in dem Video Treasure Diving zu sehen. In den Fernsehserien Wer ist hier der Boß? (1985), Magnum (1986) und Simon und Simon (1987) war sie wieder jeweils in einer Folge zu sehen. Ihre letzte Rolle  vor der Kamera hatte sie von 1991 bis 1992 als Crystal Fox in 50 Folgen der Fernsehserie Dangerous Women. Ihr Schaffen umfasst 33 Produktionen.
Vincz war ein Model für „The All New Let’s Make a Deal“ aus den 1980er Jahren.

## Filmografie
- 1979: Mork vom Ork (Fernsehserie, 1 Folge)
- 1979–1982: Herzbube mit zwei Damen (Fernsehserie, 2 Folgen)
- 1980: Sheriff Lobo (Fernsehserie, 1 Folge)
- 1980–1982: Ein Duke kommt selten allein (Fernsehserie, 2 Folgen)
- 1981: Goldie and the Boxer Go to Hollywood (Fernsehfilm)
- 1981: General Hospital (Fernsehserie, 12 Folgen)
- 1981–1983: Fantasy Island (Fernsehserie, 3 Folgen)
- 1982: Ein Colt für alle Fälle (Fernsehserie, 1 Folge)
- 1982: Matt Houston (Fernsehserie, 1 Folge)
- 1982: The Greatest American Hero (Fernsehserie, 1 Folge)
- 1982: Devlin Connection (Fernsehserie, 6 Folgen)
- 1983: Kampf um Yellow Rose (Fernsehserie, 1 Folge)
- 1984: Automan (Fernsehserie, 1 Folge)
- 1984: Hardcastle & McCormick (Fernsehserie, 1 Folge)
- 1984: Oh Madeline (Fernsehserie, 1 Folge)
- 1984: Harrys wundersames Strafgericht (Fernsehserie, 1 Folge)
- 1984: Lotterie (Fernsehserie, 1 Folge)
- 1984: Hart aber herzlich (Fernsehserie, 1 Folge)
- 1984: Drei Engel auf der Todesinsel (Film)
- 1984: Treasure Diving (Video)
- 1984–1987: Zeit der Sehnsucht (Fernsehserie, 3 Folgen)
- 1985: Wer ist hier der Boß? (Fernsehserie, 1 Folge)
- 1985: Big Trouble in Hongkong (Fernsehfilm)
- 1985: Falcon Crest (Fernsehserie, 1 Folge)
- 1986: Magnum (Fernsehserie, 1 Folge)
- 1987: Simon und Simon (Fernsehserie, 1 Folge)
- 1987: Hunk (Film)
- 1988: She’s the Sheriff (Fernsehserie, 1 Folge)
- 1988: Das Model und der Schnüffler (Fernsehserie, 1 Folge)
- 1988: Vicki (Fernsehserie, 1 Folge)
- 1990: Full House (Fernsehserie, 1 Folge)
- 1991–1992: Dangerous Women (Fernsehserie, 50 Folgen)